# NGC 254
NGC 254 (ook wel PGC 2778, ESO 411-15, MCG -5-3-5 of AM 0045-314) is een lensvormig sterrenstelsel in het sterrenbeeld Beeldhouwer. NGC 254 staat op ongeveer 61 miljoen lichtjaar van de Aarde.
NGC 254 werd op 28 september 1834 ontdekt door de Britse astronoom John Herschel.